# أيمن فؤاد السيد
أيمن فؤاد سيد مؤرخ ومفكر مصري متخصص بالتاريخ والحضارة العربية الإسلامية.

## سيرته
ولد في 3 ديسمبر، عام 1949، في القاهرة، والده المؤرخ فؤاد سيد ، حاصل على الدكتوراه في الآداب والعلوم الإنسانية من جامعة السوربون عام 1986، وهو أستاذ التاريخ والحضارة الإسلامية، ومدير مركز المخطوطات بجامعة الأزهر، عمل أستاذًا زائرًا بجامعات: (باريس، طوكيو، الجامعة الأمريكية، الكويت)، ومديرا للهيئة العامة لدار الكتب والوثائق القومية في الفترة مابين 1994- 1995، حصل على عدة أوسمة وجوائز أهمها جائزة الدولة التقديرية في العلوم الاجتماعية لعام 2006.

## المؤهلات العلمية
- ليسانس الآداب، قسم التاريخ، كلية الآداب، جامعة القاهرة، عام 1972، بتقدير جيد.
- ماجستير التاريخ الإسلامي، كلية الآداب، جامعة القاهرة، عام 1985، بتقدير ممتاز.
- دكتوراه الدولة في الآداب، جامعة.السوربون، عام 1986، بتقدير مشرف جداً.[2]

## الوظائف والمهام الإدارية
- باحث بمعهد المخطوطات العربية بالمنظمة العربية للتربية والثقافة والعلوم (1972- 1973م).
- أمين مكتبة القسم العربي بالمعهد العلمي الفرنسي للآثار الشرقية بالقاهرة (1972- 1990م).
- أمين مكتبة المعهد الهولندي للآثار المصرية والبحوث العربية، 1973م.
- مدير مكتب المندوب السعودي الدائم لدى المنظمة العربية للتربية والثقافة والعلوم، 1973- 1977م.
- مسؤول التراث الحضاري وإرشاد الباحثين عن المخطوطات بالمنظمة العربية للتربية والثقافة والعلوم، 1977- 1990م.
- مدير مشروع تطوير دار الكتب المصرية، 1992- 1994م.
- مدير الهيئة العامة لدار الكتب والوثائق القومية، 1994- 1995م.
- مستشار الهيئة العامة لدار الكتب والوثائق القومية، 1995- 1999م.
- المشرف على المراكز العلمية بدار الكتب والوثائق القومية، 1998- 1999م.[3]

## عضويات في هيئات وجمعيات ولجان علمية
- عضو مجلس إدارة الجمعية المصرية للدراسات التاريخية وأمين الصندوق، 1988
- عضو لجنة إحياء التراث بالمجلس الأعلى للشؤون الإسلامية، 1988-.
- عضو لجنة الكتاب بالمجلس الأعلى للثقافة، 1994م.
- عضو مجلس إدارة مركز التراث القومية، 1994- 1995م.
- عضو مجلس إدارة مركز التراث القومي والمخطوطات بكلية الآداب، جامعة الإسكندرية، 1989- 1995م.
- عضو اللجنة الاستشارية العليا لتطوير دار الكتب المصرية، 1992- 1996م.
- عضو لجنة الإعداد لتشغيل مكتبة القاهرة الكبرى، 1993- 1994م.
- عضو المجلس الاستشاري لمعهد المخطوطات العربية، المنظمة العربية للتربية والثقافة والعلوم، 1996-.
- عضو لجنة التاريخ بالمجلس الأعلى للثقافة، 1999-.
- عضو مجلس كلية الآثار، جامعة القاهرة، 2005-.
- عضو المعهد الأمريكي للدراسات اليمنية ب شيكاغو
- رئيس مجلس إدارة الجمعية المصرية للدراسات التاريخية 2014.[4]

## الجوائز والأوسمة
- وسام العلوم والفنون من الطبقة الأولى من السيد رئيس الجمهورية.
- جائزة الدولة التشجيعية في العلوم الاجتماعية (تاريخ) من المجلس الأعلى للثقافة، عام 1983.
- جائزة عبد الحميد شومان للعلماء العرب الشبان في العلوم الإنسانية لعام 1988م.
- جائزة الدولة التقديرية في العلوم الاجتماعية (تاريخ)من المجلس الأعلى للثقافة، عام 2006.[5]

## مؤلفاته
- الدولة الفاطمية في مصر، تفسير جديد، القاهرة، الدار المصرية اللبنانية، 1992- 2000م.
- مصادر تاريخ اليمن في العصر الإسلامي، المعهد العلمي الفرنسي للآثار الشرقية بالقاهرة، 1974م.
- تاريخ المذاهب الدينية في بلاد اليمن حتى نهاية القرن السادس الهجري، القاهرة، الدار المصرية اللبنانية، 1988م.
- دار الكتب المصرية تاريخها وتطورها، بيروت، أوراق شرقية، 1996م.
- التطور العمراني لمدينة القاهرة منذ نشأتها وحتى الآن، القاهرة، الدار المصرية اللبنانية، 1997م.
- الكتاب العربي المخطوط وعلم المخطوطات، 1- 2، القاهرة، الدار المصرية اللبنانية، 1997م.
- La Capitale de l'Egypte jusqu'd l'epoque Fatimide-Essai de reconstitution topographique (BTS, 48), Beirut 1998.[6]

## تحقيقاته
- الجزء الأربعون من «أخبار مصر» للمسبحي، المعهد العلمي الفرنسي للآثار الشرقية بالقاهرة، 1978م.
- المنتقى من «أخبار مصر» لابن مُيَسَّر، المعهد العلمي الفرنسي للآثار الشرقية، القاهرة، 1981م.
- نصوص ضائعة من «أخبار مصر» للمُسَبحي، مجلة حوليات إسلامية، 17، 1981م، 1- 54.
- نصوص من «أخبار مصر» لابن المأمون، المعهد العلمي الفرنسي للآثار الشرقية، القاهرة، 1983م.
- «مسالك الأبصار في ممالك الأمصار»، لابن فضل الله العمري، ممالك مصر والشام والحجاز واليمن، المعهد العلمي الفرنسي للآثار الشرقية، القاهرة، 1985م.
- «الوافي بالوفيات» لخليل بن أيبك الصفدي، ج18، المعهد الألماني للأبحاث الشرقية، بيروت، 1988م.
- «القانون في ديوان الرسائل» و «الإشارة إلى من نال الوزارة» لابن الصيْرَفي، القاهرة، الدار المصرية اللبنانية، 1990م.
- «نزهة المقلتين في أخبار الدولتين»، لابن الطُّوير القيسراني، المعهد الألماني للأبحاث الشرقية، بيروت، 1992م.
- «مُسوّدة كتاب المواعظ والاعتبار في ذكر الخطط والآثار» للمقريزي، لندن، مؤسسة الفرقان للتراث الإسلامي، 1995م.
- «الروضة البهية الزاهرة في خطط المعزية القاهرة» لابن عبد الظاهر، بيروت، أوراق شرقية، 1996م.
- المواعظ والاعتبار في ذكر الخطط والآثار للمقريزي، 6 مجلدات مع كشافات تحليلية وخرائط، أصدرته مؤسسة الفرقان للتراث الإسلامي- لندن 2003م.[7]

## ترجمة
ترجم عدداً من الكتب، منها:
- «وصف مدينة القاهرة وقلعة الجبل» لجومار، جزء من كتاب «وصف مصر» للحملة الفرنسية، القاهرة، مكتبة الخانجي، 1988م.
- «المدخل إلى علم الكتاب المخطوط بالحرف العربي» لفرانسوا دي روش، لندن، مؤسسة الفرقان للتراث الإسلامي، 2005م.[8]

## فهرسة
وأعد عدداً من الفهارس والمخطوطات منها:
- «فهرس المخطوطات العربية بمكتبة المعهد العلمي الفرنسي للآثار الشرقية بالقاهرة»، القاهرة، المعهد العلمي الفرنسي للآثار الشرقية، 1996م.
- «فهرس مخطوطات مكتبة مما حَيْدَرَة للمخطوطات والوثائق» 1- 4، لندن، مؤسسة الفرقان للتراث الإسلامي، 2000- 2003م.
- فهرس المخطوطات الإسلامية الموجودة بمعهد الأبحاث في العلوم الإنسانية، النيجر، 1- 4، لندن، مؤسسة الفرقان للتراث الإسلامي، 2004- 2005م.
- فهرس المخطوطات الإسلامية بمكتبة الشيخ الموهوب أو لحبيب الخاصة، بجاية، الجزائر، لندن- مؤسسة الفرقان، 2004م [9]

## بحوث ودراسات
- مصادر معرفة التراث العربي، مجلة المورد «أبريل» 1977م، 3- 21.
- تطور الدعوة الإسماعيلية المبكرة حتى قيام الخلافة الفاطمية في المغرب، ملتقى القاضي النعمان الثاني للدراسات الفاطمية، تونس، 1977م، 37- 58.
- دراسة نقدية لمصادر تاريخ الفاطميين في مصر، دراسات عربية وإسلامية مهداة إلى محمود محمد شاكر، القاهرة، مكتبة الخانجي، 1982م، 129- 179.
- العرب وطريق الهند حتى أواسط القرن السادس الهجري، المؤرخ المصري 8 يناير 1992م، 65- 81.
- تحرير أكثر من 20 مادة في دائرة المعارف الإسلامية التركية التي تصدر عن وقف الديانة التركي بإستانبول Turkiye Deyanet Vakfi-ISLAM ANSIKLOPEDISI
- مناهج العلماء المسلمين في البحث من خلال المخطوطات، مجلة معهد المخطوطات العربية 43/ 2 (1999م)، 19- 131.
- نشر التراث العلمي: رؤية ماضوية تقويمية في كتاب التراث العلمي العربي، مناهج تحقيقه وإشكالات نشره، القاهرة، معهد المخطوطات العربية 2000، 149- 166.
- نفائس المخطوطات في مكتبات فلسطين، التراث العربي المخطوط في فلسطين، القاهرة، معهد المخطوطات العربية، 2001، 107- 116.
- النصوص الجغرافية غير المنشورة: «حصر وتقييم» في كتاب علوم الأرض في المخطوطات الإسلامية، أعمال المؤتمر الخامس لمؤسسة الفرقان للتراث الإسلامي، تحرير إبراهيم شبوح، لندن، مؤسسة الفرقان للتراث الإسلامي، 1426هـ/ 2005م، 203- 249.[10]

## ندوات ومؤتمرات
شارك في عشرات الندوات والمؤتمرات الفكرية منها:
- مؤتمر المستشرقين التاسع والعشرين بباريس، 16- 22 يوليو 1973م.
- المؤتمر الإسلامي الدولي، حقيقة الإسلام ودوره في المجتمع المعاصر، مؤسسة آل البيت للفكر الإسلامي، عمان، المملكة الأردنية الهاشمية، 27- 29 جمادى الأولى 1426هـ/ 4- 6 تموز (يوليو) 2005م.
- مؤتمر ابن خلدون، وزارة الثقافة، الجزائر 17- 19 يونية 2006م.
- المؤتمر الدولي السابع لتاريخ بلاد الشام، الأوقاف في بلاد الشام منذ الفتح العربي الإسلامي إلى نهاية القرن العشرين، عمان، الجامعة الأردنية، 10- 14 سبتمبر 2006م.
- الملتقى الدولي الرابع، الرحلة والرحالة في العالم العربي الإسلامي، جامعة تونس، كلية العلوم الإنسانية والاجتماعية 26- 28 أكتوبر، 2006م.[10]